# Enemy of the State (альбом)
Enemy of the State — седьмой студийный альбом C-Bo, выпущенный 11 июля 2000 года на собственном лейбле рэпера, West Coast Mafia Records и на Warlock Records. Альбом дебютировал на 91-й строчке Billboard 200 и на 24-й строчке Top R&B/Hip-Hop Albums.

## Об альбоме
Enemy of the State первый альбом, выпущенный на собственном лейбле C-Bo, West Coast Mafia Records, после ухода с AWOL Records, с которого он ушёл после релиза Til My Casket Drops (1998). Альбом имеет гостевые участия WC, Daz Dillinger, Killa Tay, Yukmouth, CJ Mac and Too Short.

## Список композиций
1. «Enemy of the State»
2. «Crippin’» (при участии Daz Dillinger)
3. «Death Rider’s»
4. «Paper Made»
5. «Get The Money»
6. «9.6» (при участии Killa Tay)
7. «It’s War» (при участии Little Keek & Yukmouth)
8. "Forever Thuggin’ (при участии Dotty)
9. «Ride Til’ We Die» (при участии WC)
10. «Nothin' over My G’s» (при участии JT the Bigga Figga & Killa Tay)
11. «Spray Yourself» (при участии Yukmouth)
12. «C and the Mac» (при участии CJ Mac)
13. «Picture Me Ballin’»
14. «Born Killaz» (при участии Mob Figaz)
15. «Pimpin’ and Jackin’» (при участии Too Short)
16. «Tycoon»
17. «No Surrender, No Retreat» (при участии Mob Figaz)
18. «Here We Come, Boy!»

## Позиции в чартах
| Чарт (2000)                           | Высшая позиция |
| ------------------------------------- | -------------- |
| U.S. Billboard 200                    | 91             |
| U.S. Billboard Top R&B/Hip-Hop Albums | 24             |
| Чарт (2001)                           | Высшая позиция |
| U.S. Billboard Top Independent Albums | 38             |